# École d'artillerie Constantin
L’école d'artillerie Constantin (Константиновское артиллерийское училище) est une école militaire prestigieuse du temps de l'Empire russe située à Saint-Pétersbourg au 17 perspective de Moscou, fondée le 17 avril 1855 sur la base d'anciens établissements. Sa devise était : « Souvenez-vous de qui vous portez le nom » et sa fête était le 14 mars.

## Historique

### Régiment noble
C'est en 1807 qu'est créé un « corps volontaire » au 2e corps de cadets de la rue Spasskaïa (du Sauveur) qui compte six cents élèves la première année, acceptés sans examen. La discipline et les conditions de vie sont spartiates au début, manque de lits et de draps, insuffisance de manteaux , etc. La première promotion de 1807 compte 289 officiers, dont deux entrent à la garde impériale et soixante-dix-sept dans l'artillerie de campagne. Le premier chef (parrain) du régiment est le grand-duc Constantin Pavlovitch. Le régiment a deux drapeaux avec le chiffre de l'empereur Alexandre et l'inscription : 1807, 1er et 2e bataillon noble. Le corps est renommé « corps noble » en 1808 avec deux bataillons de quatre compagnies. Le commandant du 1er bataillon est le major Golthäuer, celui du 2e bataillon le major Engelhart, sous le ordres du commandant du 2e corps de cadets, le major-général Andreï Kleinmichel (1757-1815). Les élèves ont à partir de 1810 des épaulettes jaunes.
Un escadron de cent-dix hommes est formé au sein du régiment, appelé escadron noble de cavalerie, dont les officiers ont les moyens suffisants à leur entretien, les autres étant versés dans l'infanterie. En 1812, 1 148 élèves de quinze promotions deviennent officiers. Il y a deux mille élèves en 1816, plus 236 hommes à l'escadron. Les conditions d'accès se durcissent : ne sont acceptés que les jeunes gens de plus de seize ans et mois de vingt-et-un ans, toujours d'extraction noble, ayant des notions d'arithmétique. Le programme d'études est approfondi par le général Markevitch.
Le grand-duc Michel est nommé parrain (chef) du régiment en 1824 et deux ans plus tard l'escadron est dissous. Le régiment noble est séparé du 2e corps de cadets et devient un établissement d'enseignement militaire en soi. Il comporte deux bataillons de cinq cents jeunes gens chacun, sous le commandement du major-général Wilken. De nouveaux bâtiments d'enseignement sont construits en 1837 avec quarante classes d'élèves. Les études se poursuivent en un cycle commun de quatre ans, puis un cycle spécialisé de deux ans.
En 1842, les bataillons sont formés en une compagnie de grenadiers et trois compagnies nobles. Les cadets venant de province et d'autres corps de cadets sont répartis dans toutes les compagnies, à la différence d'autrefois. Une troisième classe de spécialité est créée à partir de 1852, elle comprend une section d'artillerie, une section du génie et une section d'état-major-général, afin d'offrir plus de possibilités aux élèves qui ne pouvaient encore devenir officiers pour des raisons de jeunesse et les préparer à leur future positions. Les élèves de la deuxième classe de spécialité entraient plutôt dans l'infanterie, rarement dans le Génie ou l'artillerie.

### École Constantin
Le régiment noble est rebaptisé en « corps de cadets Constantin », le 17 avril 1855, en l'honneur de son premier chef (parrain), le grand-duc Constantin. Il comporte deux bataillons de quatre compagnies chacun, avec un cycle commun et un cycle de trois classes spécialisées. Ceux de la troisième classe étaient choisis parmi les meilleurs élèves de la deuxième.
Le corps de cadets Constantin déménage en 1857 dans les bâtiments de l'ancien corps de cadets Paul (Pavlovski) au n°17 de la perspective de Moscou (Moskovski). Par décret du ministère de la Guerre n°112 du 14 mai 1859 le corps de cadets est renommé « École militaire Constantin ». Les élèves sont appelés junkers, selon la désignation allemande. Ils ont des épaulettes rouges. Toutes les troisièmes classes spécialisées des autres corps de cadets de Saint-Pétersbourg sont transférées à l'École militaire Constantin à partir de 1862. Elle a trois cents junkers en 1863 et est renommé « 2e École militaire Constantin » cette année-là.
Son chef (parrain) devient le grand-duc Michel Nikolaïevitch en 1864. Un décret de 1894 réorganise l'« École d'artillerie Constantin » en deux batteries d'enseignement de 225 junkers de huit unités d'artillerie chacune. Les études se font en deux ans, plus un cours complémentaire pour les junkers souhaitant intégrer l'académie d'artillerie. Le premier directeur de l'école est le colonel V.T. Tcherniavski, ancien commandant d'une batterie d'enseignement de l'École d'artillerie Michel (Mikhaïlovskoe).
Le 16 février 1907, l'école a le grand honneur de recevoir deux drapeaux du régiment noble, conservés depuis 1814 à la chapelle du palais de Strelna du grand-duc Dimitri Constantinovitch, et en mars, l'empereur Nicolas II lui offre pour son centenaire un bâton d'argent à chaque batterie avec l'inscription : 1807-1832-1855-1859-1894-1907, et un ruban de l'ordre de Saint-André. La première batterie est officiellement baptisée « 1re batterie de Son Altesse Impériale Michel Nikolaïevitch ». Le 14 mars 1907, Nicolas II et son fils s'inscrivent dans les tablettes de l'école.
L'enseignement obligatoire de l'école d'artillerie est prolongé, en 1908, d'un an (trois au total, plus la spécialisation). À l'automne 1914, un programme de formation d'urgence en huit mois d'officiers d'artillerie est mis sur pieds. Ces élèves sont intégrés en tant que sous-lieutenants, et n'ont pas tous terminé leurs études. Ceux qui viennent du front sont des volontaires des régiments d'artillerie.
L'école est dissoute le 6 novembre 1917. On ouvre ensuite sur ses bases au printemps 1918 les 2e cours soviétiques d'artillerie de Pétrograd.
En 1968, l'école est transformée en école supérieure de commandement de l'artillerie de Leningrad (LVAKU) avec une période de formation de quatre ans. En 1993, le Corps des missiles et de l'artillerie des cadets de Saint-Pétersbourg occupe les bâtiments.

## Anciens élèves
- Constantin Leontiev (1831-1891)
- Nikolaï Lokhvitski (1867-1933)
- Ivan Romanovski (1877-1920)
- Sergueï Markov (1878-1918)

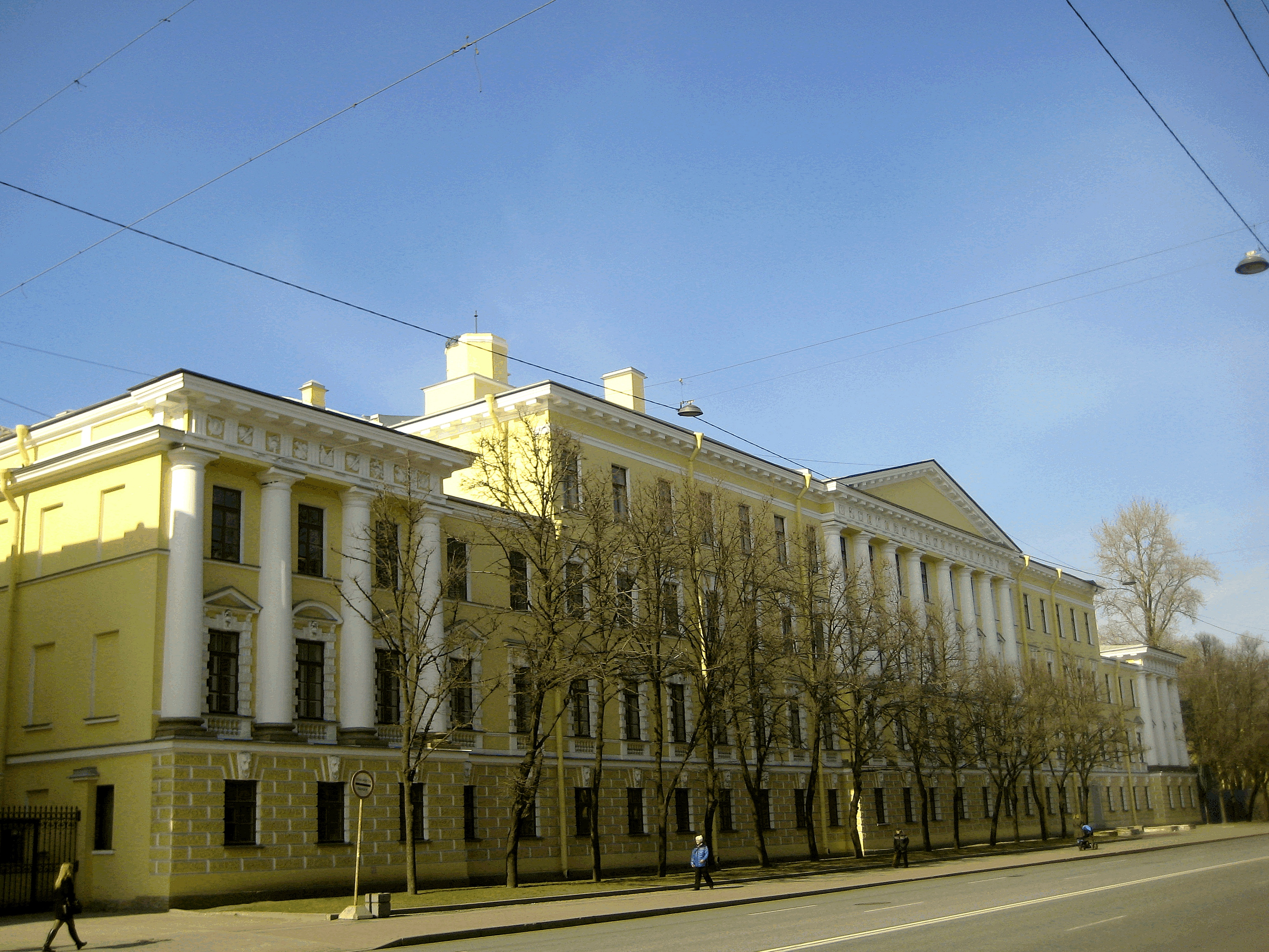
Les bâtiments de l'ancienne école d'artillerie Constantin (2016).

- Alexandre de Lazari (1880-1942), promotion 1901
- Boris Unbegaun (1898-1973)
- Mikhaïl Aleksandrovitch Bakounine (1814-1876)